# 에네 슈바르츠
에네 슈바르츠(Aenne Schwarz, 1983년 9월 17일 ~ )는 독일의 배우이다.

## 출연 작품
- 넥스트 도어 (2021)
- 올 이즈 굿 (2018)
- 슈테판 츠바이크: 패러웰 투 유럽 (2016)
- 에홀로트 (2013)